# Cabinet du Conseil

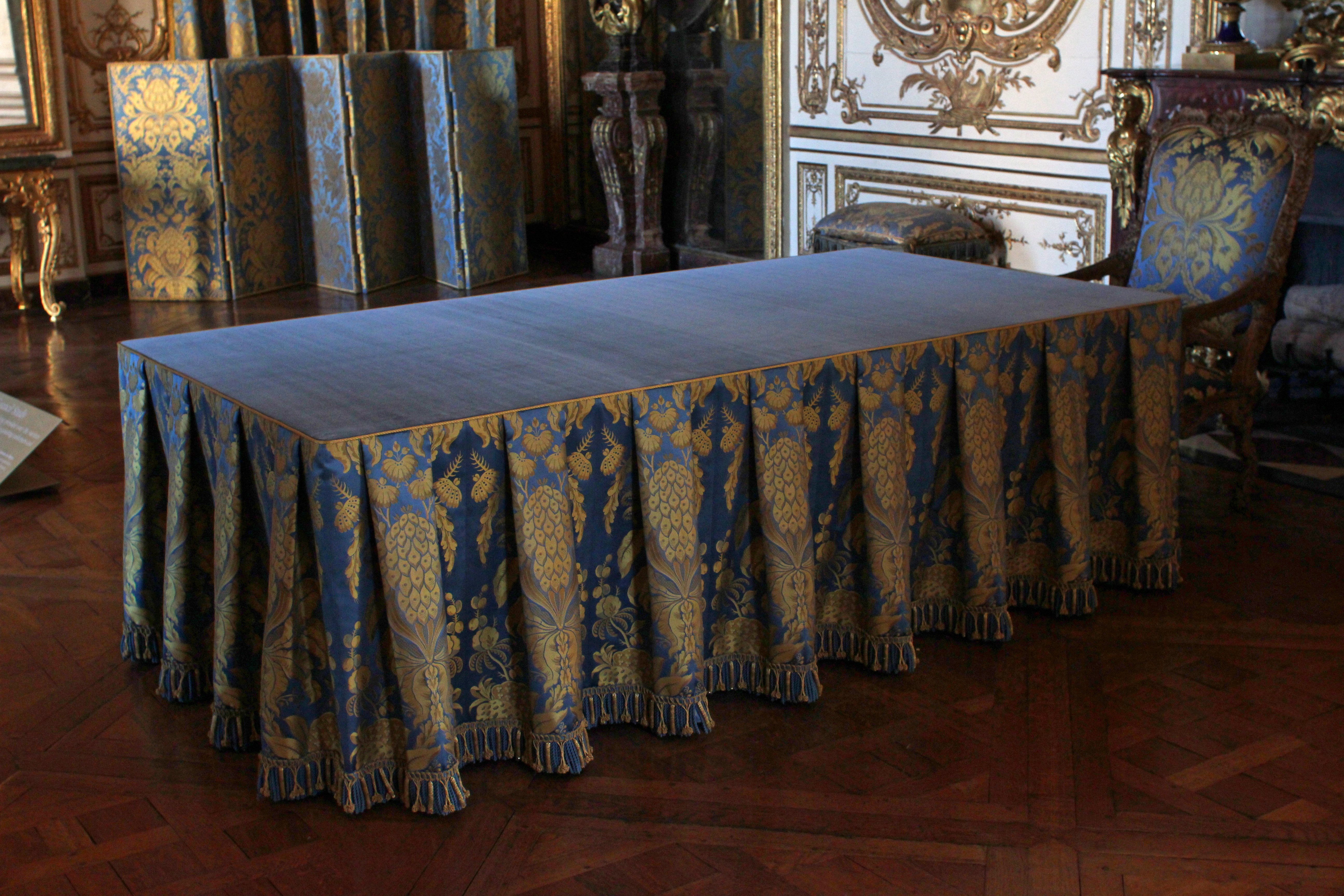
Il tavolo al centro del Cabinet du Conseil

Il Cabinet du Conseil (letteralmente: "Gabinetto del Consiglio") è una sala del Grand Appartement du Roi alla Reggia di Versailles. Qui il re amministrò il regno dal 1682 al 1789. I consigli di governo che si ritrovavano ogni giorno alle 11.00 si svolgevano proprio in questa sala.

## Posizione
Il Cabinet du Roi (poi del Consiglio) è situato nell'ala centrale della Reggia di Versailles, presso la Camera del Re, con vista sulla Cour de Marbre. Le sue porte danno sulla Camera del Re, sulla Galleria degli Specchi e sull'Appartement intérieur du Roi.

## Storia
Al tempo di Luigi XIV questa sala era di dimensioni più ridotte, in quanto una parte del gabinetto attuale era destinata al Cabinet des Perruques ("Gabinetto delle parrucche"). Esso era chiamato "Gabinetto del Re" e mantenne tale funzione anche sotto il regno dei suoi successori.
A partire dal 1755 la sala prenderà l'aspetto attuale. Il Cabinet des Perruques venne unito al Cabinet du Roi per formare il Cabinet du Conseil sotto Luigi XV.
Il nuovo gabinetto venne decorato con boiseries dorate e scolpite da Jules-Antoine Rousseau su disegni di Ange-Jacques Gabriel. Venne pure riutilizzata una parte degli antichi pannelli della sala per ricoprirne i muri. Questi pannelli vennero ornati con nuovi motivi come trofei militari, attributi dell'esercito, della marina e della giustizia. Qui si trovano anche splendidi oggetti d'arte come una pendola di stile rocaille (1754), un busto di Alessandro il Grande in porfido e due vasi con le figure di Marte e Venere di porcellana di Sèvres e bronzi cesellati da Pierre-Philippe Thomire (1787).